# Константин Велічков
Константин Велічков (болг. Константин Величков Петков; 1855, Татар Пазарджик, Болгарія, Османська імперія — 3 листопада 1907, Гренобль, Франція) — болгарський письменник, поет, драматург, есеїст, літературний критик, історик, перекладач, художник, громадсько-політичний, державний і дипломатичний діяч. Дійсний член Болгарської Академії наук (з 1884).

## Біографія
Навчався в Царгородському султанському ліцеї ( Константинополь), потім вивчав право у Франції, брав уроки живопису в Італії.  Повернувшись на батьківщину, викладав болгарську і французьку мови, історію та географію.
Активний політик і учасник національно-визвольної боротьби проти турецького ярма. Був членом революційного комітету і учасником підготовки Квітневого повстання в Болгарії в 1876 році. Після арешту, засуджений до смертної кари, але на вимогу створеної європейськими країнами комісії, що розслідувала беззаконня і жорстокість турецької влади при придушенні повстання в квітні 1876, випущений на свободу.
Учасник російсько-турецької війни 1877-1878 років. Був перекладачем при російській армії. Після закінчення війни — голова окружного адміністративного суду в Татар Пазарджиці (1879 — 1880). У 1884 — 1885 роках — керівник народної освіти. З 1884 р. — дійсний член Болгарського літературного товариства (нині Академія наук Болгарії).
Обирався головою Народної партії, депутатом Народних зборів, займав міністерські пости, в тому числі, міністра народної освіти (1894 — 1897) і міністра торгівлі і землеробства (1897 — 1898) в урядах К. Стоилова. У 1902 — 1904 — дипломатичний посланник в Белграді.
Помер у Франції, похований в Софії.

## Творчість
Літературною творчістю займався з юності. У 17 років перевів драми Гюго «Лукреція Борджіа» (спільно з Г. Ніколовим). У 1872 була поставлена його перша п'єса «Невянка і Светослав», в 1874 відбувся поетичний дебют.
Подальша творчість Велічкова була різноманітною: поезія, проза, драматургія, есеїстика, літературна критика, роботи по загальній історії, переклади. Він був ініціатором і, спільно з І. Вазовим, упорядником двотомної «Болгарської хрестоматії» (1884), яка включала твори європейських авторів, що вперше публікувалися болгарською мовою, причому більша частина перекладів належала Велічкову. У творчому союзі з І. Вазовим ним був заснований журнал «Зора» (1885) — перше в Болгарії суто літературне видання.
Серед поетичних досягнень автора — цикл «Царгородські сонети» (1899), присвячені батьківщині і любові.  Перші — ностальгічні і відрізняються глибиною переживань, другі — височиною людських почуттів.  Серед заслуг Велічкова — організація шкільних бібліотек і читалень, запровадження Вищої навчальної ради при Міністерстві народної освіти і журналу «Учнівська бесіда», відкриття Державного художнього училища в Софії, а також видання закону про обов'язковий примірник друкованих видань для Софійської і Пловдивської бібліотек. 

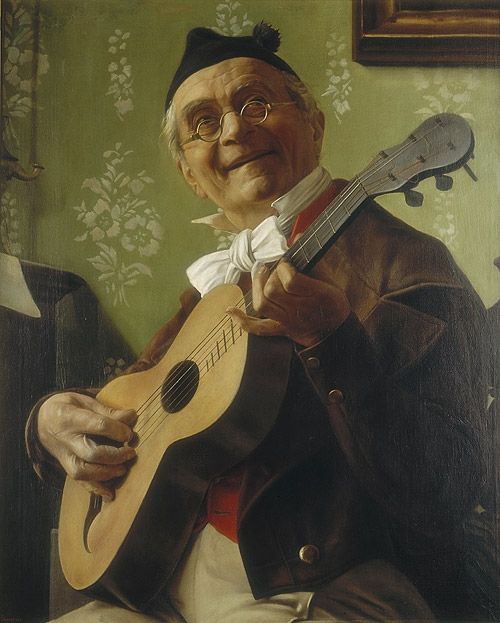
К. Величков. «Флорентієць». 1888 р.

К.  Велічков був засновником і почесним головою Товариства на підтримку мистецтва.
Його власні живописні роботи зберігаються в Софійській національній художньої галереї і музеях інших міст.

## Вибрані твори
- Невянка и Светослав, драма, 1874
- Винчензо и Анджелина, драма, 1882
- Всеобща история на литературата, 1891
- Таласъмът, 1893
- Детска гусла, 1894
- Писма от Рим, 1895
- В тъмница, 1899
- Цариградски сонети, 1899  [Архівовано 12 лютого 2019 у Wayback Machine.]
- В решителния момент, 1901
- Добре дошли, 1902
- Патриарх Евтимий, 1906
- Чужда литература, 1914
- Пет имена, 1929
- Любен Каравелов, 1938
- Майка, 1943
- Пълно събрание на съчиненията на Константин Величков (з передмовою та під редакцією Ів. Вазова, в 9 томах), 1911—1915
- Избрани произведения, в 1 томе, 1955
- Тъги и радости, избранные произведения для детей и юношества, 1957
- Избрани произведения, в 2 томах, 1966
- Цариградски сонети, В тъмница, Писма от Рим, 1980
- Съчинения, в 5 томах, 1986—1987[1]

К.  Велічков перекладав твори Софокла, Горація, Петрарки, Т. Тассо, Дж. Кардуччі, Шекспіра, Мольєра, Гейне та ін.
Відомий літературний критик.  Автор рецензій на твори І. Вазова, Пейо Яворова, Антона Страшимирово, Елін Пеліна, Цанко Церковського та ін.

## Пам'ять
- Іменем Константина Велічкова названий бульвар в Софії і вулиці в низці міст Болгарії.
- Станція метро Софійського метрополітену.
- Театр і гімназія в м. Пазарджик.
- Почесний громадянин рідного міста Пазарджик.